# Motte Duissern
Die Motte Duissern ist eine ehemalige mittelalterliche Höhenburg vom Typus einer Turmhügelburg (Motte) auf dem 75 m ü. NN hohen Kaiserberg im Duisburger Stadtteil Duissern in Nordrhein-Westfalen.
Nach dem Zweiten Weltkrieg zeigte der Burgstall bis zu seiner Abtragung noch einen 1,5 Meter hohen Burghügel mit einem Durchmesser von 25 Meter.